# رالف كلارك (سياسي)
رالف كلارك (بالإنجليزية: Ralph Clarke)‏ هو نقابي وسياسي أسترالي، ولد في 4 أكتوبر 1951. حزبياً، نشط في حزب العمال الأسترالي (فرع جنوب أستراليا) ‏. في 1997 South Australian state election ‏، انتخب عضو مجلس النواب جنوب أستراليا من الجمعية عن دائرة Electoral district of Ross Smith ‏ وقد انضم خلال فترته النيابية ‏ (11 ديسمبر 1993 – 8 فبراير 2002)  للكتلة البرلمانية حزب العمال الأسترالي (فرع جنوب أستراليا) ‏.